# Благо из Панађуришта
Благо из Панађуришта (буг. Панагюрско златно съкровище) је антички трачки сервис златних посуда за пиће.
Сервис се састоји из девет судова од чистог злата укупне тежине 6,164 килограма. Припадале су непознатом владару трачког племена Одризи и коришћене су за религиозне ритуале.
Посуде су израђене крајем 4. или почетком 3. века п.н.е. Уметнички стил ових предмета је мешавина грчких и трачких утицаја. Међу њима је једна амфора, једна фијала (шоља из које се пије вино) и 7 ритона. Три ритона су у облику женских глава, а остали су у облику глава овна, јелена и јарца. На њима су прикази ликова богова и хероја, низ глава црних Африканаца и свете животиње.
Ово благо су 8. децембра 1949. открила три брата Дејков (Павел, Петко и Михаил) два километра јужно од Панађуришта у централној Бугарској.
Благо из Панађуришта се чува у Националном историјском музеју у Софији. У  музеју се излаже његова реплика када се благо позајмљује за изложбе у земљи и иностранству.

## Галерија
- амфора
- ритон
- ритон (глава Афродите)
- фијала